# Larva currens
Pour les articles homonymes, voir Larva.
 Mise en garde médicale
Larva currens est une affection dermatologique due à la pénétration dans la peau de larve de Strongyloides stercoralis ou d’autres espèces d’anguillules comme S. fulleborni. 
Larva migrans est une autre affection, due à des larves d'ankylostome ou de toxocarose.

## Pathologie
La larve qui est en cause est la larve strongyloïde de Strongyloides stercoralis (anguillule) qu'on trouve aussi chez les petits carnivores (chien, chat…). Elle provoque des papules érythémateuses avec œdème périphérique lié au déplacement des larves : ce sont les premiers symptômes d'une strongyloïdose.

## Description
Larva currens se présente sous la forme d'un cordon sous-cutané serpigineux (en zigzag), mobile, de 1  à   2 cm de large et d'environ 5 cm de long. La migration de la larve est très rapide, le parasite « court » : entre 5 et 15 cm par heure, contrairement à la Larva migrans cutanée qui est bien plus lente. Le siège des lésions est aussi différent : plutôt fessier, péri-anal ou périnéal, beaucoup plus rarement aux membres inférieurs.
L’éosinophilie est élevée.
On décèle les larves d’anguillules dans les selles.

## Traitement
La prise en charge comprend un traitement symptomatique du prurit et un traitement de fond à base de thiabendazole, albendazole, ou d'ivermectine.
La corticothérapie est strictement contre-indiquée car elle risque d'entraîner une dissémination de la maladie, l'anguillulose maligne.